# 扬州市
扬州市（江淮官话扬州话：/iaŋ ʦɤɯ/），简称扬，古称江都、广陵，是中华人民共和国江苏省下辖的地级市，位于江苏省中部，长江北岸。市境北接淮安市，东达泰州市，南邻镇江市，西南抵南京市，西连安徽省天长市。扬州地处江淮平原南部，长江三角洲北翼，西部比东部略高，有少量丘陵。长江流经南部边界，京杭运河穿越城区，通扬运河、新通扬运河等流贯境内。市境西北部为高邮湖，是江苏省第三大湖，此外还有宝应湖、邵伯湖、白马湖等湖泊。扬州是中国首批国家历史文化名城，前486年吴王夫差于此筑邗城，至今已2511年。扬州也是南京都市圈及长江三角洲城市群重要城市，南水北调工程东线水源地之一。市人民政府驻邗江区文昌西路8号。
扬州市是一个具有传统特色的风景旅游城市，有“世界美食之都”“世界运河之都”“东亚文化之都”等称号，在中国古诗词中受到“烟花三月下扬州”“淮左名都，竹西佳处”的美誉。因适合观月，又称“月亮城”。中国大运河扬州段入选世界遗产名录。

## 历史
在中国历史上，扬州因其独特的地理位置和自然环境而繁荣与兴盛。具体而言，扬州有过三段鼎盛时期：第一次是在西汉中叶，第二次是在唐代中叶，第三次是在明代时期。

### 先秦
“扬州”作为地域称谓始见于《尚书·禹贡》中的“淮海维扬州”，为华夏九州之一。但在很长一段时间里，今日的扬州和“扬州”一词并没有建立直接联系。
春秋时期，今扬州市区附近称邗。前486年，吴国灭邗，筑邗城，开邗沟，连接长江，淮河。邗城是今扬州属地上最早的城市。汉代，今扬州称广陵国，属十三刺史部中的徐州刺史部，而不属于扬州。广陵国长期是王侯的封地。吴王刘濞“即山铸钱、煮海为盐”，开盐河（通扬运河前身），促进了经济发展，开始了扬州历史上的首个繁华时期。西汉王朝中枢出于政治上的考虑，于元封六年（前105年）汉武帝下令将江都王刘建之女刘细君嫁到西域乌孙国，这一和亲事件比王昭君嫁到匈奴还早发生80多年。
三国时期，魏吴之间战争不断，广陵则成为江淮一带的边防重镇。

### 两晋南北朝
东晋时，晋元帝侨置兖州于京口（今江苏镇江市），晋明帝时，将其移治广陵县（今扬州市西北蜀冈上），后又先后在盱眙县、山阳县、下邳县、淮阴县设治所，直至东晋末年定治广陵县。南朝宋永初元年（420年），（侨置）兖州改为南兖州。南朝宋元嘉八年（431年）割长江、淮河之间为界，改南兖为实州，分江而治。南兖州割江淮为境，治广陵（扬州市区），领广陵、海陵、山阳、盱眙(治所今盱眙县东北)、秦(治所今六合县北)、南沛(治所今安徽省天长市石梁镇)、新平(治所今海安县)、北淮阳(治所今宿迁县东南)、北济阴(治所当在今扬州境内)、北下邳(治所当在今江苏省境内)、东莞(治所当在今江苏省境内)共11郡，相当于今日江苏省江淮之间的地区和安徽省天长市等地区。北齐改南兖州为东广州，南朝陈太建年间复为南兖州。北周大象年间复为东广州，又改为吴州。《新唐书·志第四十八·艺文二》中的地理类著作列有阮叙之所撰《南兖州记》一卷，记南北朝时南兖州地理。

### 隋唐
隋文帝开皇三年九年（589年），改吴州为扬州，置扬州总管府，但总管府仍设在丹阳郡（今南京市）。隋炀帝大业三年(607年)，改扬州为江都郡，治江阳县（开皇十八年广陵县改称邗江，炀帝大业元年称江阳）。隋炀帝杨广对扬州情有独钟，长期逗留于此，最终在江都兵变被杀，初葬于江都宫流珠堂，后改葬。隋炀帝和萧皇后合葬墓在今扬州市邗江区。
唐高祖武德八年（625年），将扬州治所从丹阳移到广陵，从此广陵享有扬州的专名。
由于地处大运河和长江的交汇处，交通便利，唐代扬州（即今扬州）在新的大一统帝国中拥有了重要地位，曾为都督府、大都督府、淮南节度使治所，领淮南、江北诸州。扬州在唐中期成为唐帝国最大的工商业城市，其经济繁荣超过了国都长安、东都洛阳，号称“富甲天下”“天下之盛扬为首”，有“扬一益二”之称（益州即今成都市）。唐朝淮南道扬州辖江都县、江阳县、扬子县、海陵县、高邮县和六合县6县，唐玄宗天宝元年（742年）增置千秋县（后改天长县）。
唐代的扬州，农业、商业和手工业相当发达，出现了大量的工场和手工作坊，盛产方丈镜、江心镜等上等铜镜。扬州也是南北粮、草、盐、钱、铁的运输中心和国内、国际交通的重要港口，在以洛阳为中心的隋唐大运河沿线水陆交通中，扬州作为重要的港口城市与国际交流中心，始终扮演着骨干作用。唐代扬州与国际交流密切，波斯、伊斯兰哈里发、婆罗门、昆仑、新罗、日本等国客商多有侨居。除了商业交流以外，扬州还是当时先进的中原文化向东北亚地区流布的重要节点。日本遣唐使来访和高僧鉴真东渡日本，促进了中日两国在政治、经济、科学和文化等方面的交流。晚唐时期，由新罗入唐的诗人崔致远在扬州为官四年有余，后以淮南入新罗兼送诏书国信等使的身份回国，将唐朝的服饰、礼仪传播到新罗。崔致远的著作《桂苑笔耕集》是韩国古代史上第一部个人文集，崔因此被称为“东国儒宗”。
唐代扬州自身的文化发展也有长足进步。扬州人李善在吸引前人成果的基础上，旁征博引，重新注释了《文选》，为后人保存了大量已经散佚的重要文献资料。其子李邕，不仅文章、诗歌很有影响，更是继虞世南、褚遂良之后的一位大书法家。扬州诗人张若虚为“吴中四杰”之一，仅《春江花月夜》一首，就有“以孤篇压倒全唐”之誉（闻一多语）。不少著名诗人（如杜牧、白居易等）都曾寓居或到访扬州，在此留下了众多脍炙人口的诗作。“诗仙”李白送别孟浩然到扬州时写下的“烟花三月下扬州”，更是成为唐诗经典名句。
唐朝中晚期，藩镇割据，军阀混战，扬州遭到毁坏。684年，徐敬业、骆宾王在扬州起兵反对武则天执政。唐僖宗光启三年（887年），杨行密围广陵半年，城中饿死者大半。《资治通鉴·唐纪七十三》中记述，“宣军掠人诣肆卖之，驱缚屠割如羊豕，讫无一声，积骸流血，满于坊市。”其后杨行密在扬州建立地方政权，史称“杨吴”，扬州虽得到短时间的经济恢复，不久又陷入兵戎之中。

### 宋元

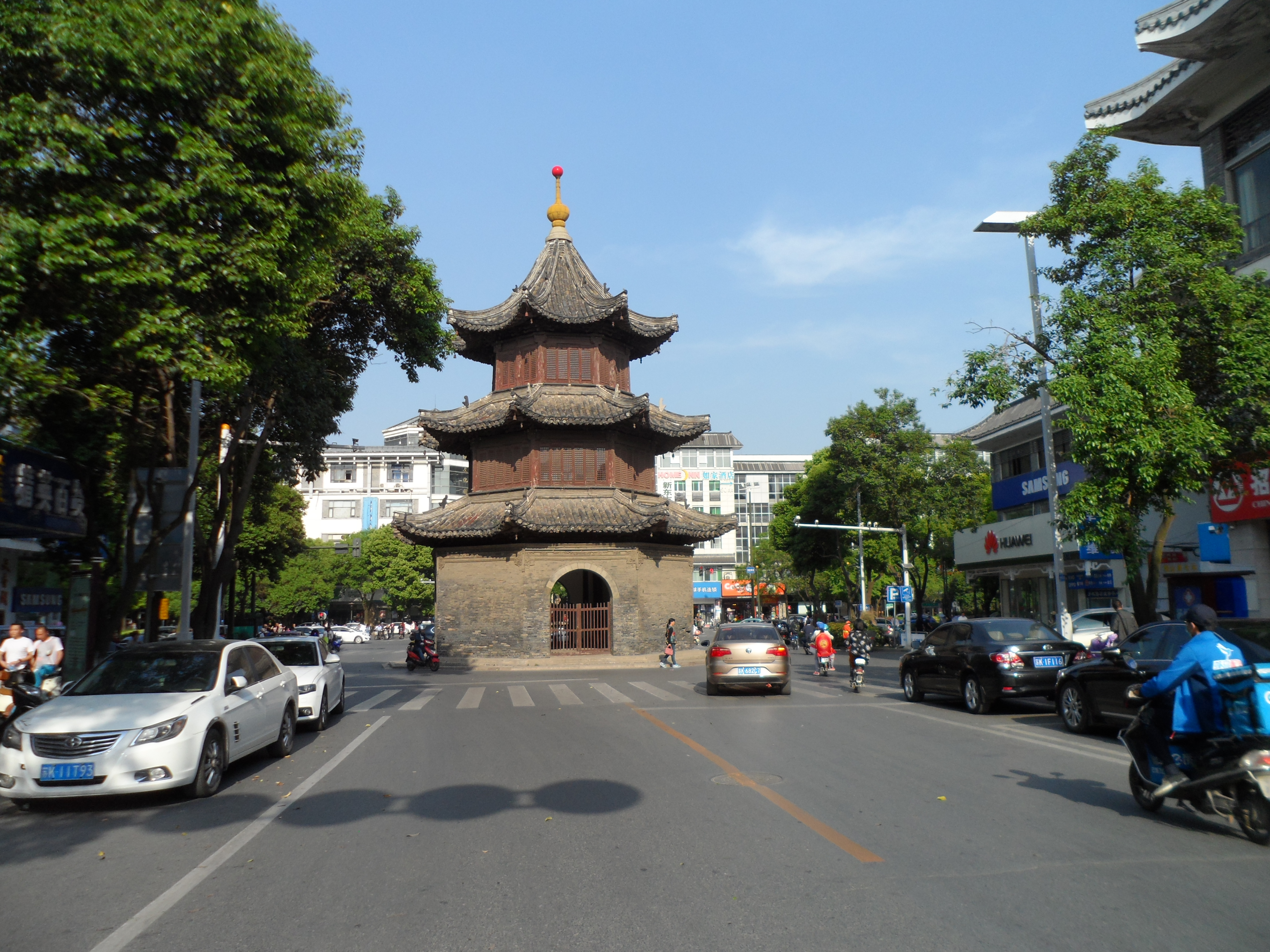
扬州四望亭

北宋时（960年-1127年），富商阶层和新兴的城镇商品经济得到发展，扬州府等主要城市成为新兴商业中心，是富裕的代名词。
北宋时今扬州辖境大部属淮南东路，其下扬州仅辖天长、江都两县，而现时扬州的其他属县分属真州(仪征市)、高邮军(高邮市)与楚州（宝应县属之）。宋朝扬州的科技文化也有长足发展。《梦溪笔谈》著者沈括的多篇科技文章在扬州地区完成。欧阳修、苏轼等人在扬州寓居，并兴建平山堂等人文名胜。“二十四孝”中，扬州天长人朱寿昌的事迹也成为儒家孝道的典范之一。
1126年—1129年，金国的军队从北方攻占了包括江南东路、江南西路、荆湖南路北部和两浙路的大半个中国，最南推进到赣州。扬州在1129年也被金军攻占和屠城。绍兴和议之后，淮水成为金国和赵宋的边界线，而今日扬州市的北部郊县也成为了宋朝防御金国军队的前线。姜夔因此作名篇《扬州慢》。
13世纪，大蒙古国统一中国全境。元朝时扬州属河南江北等处行中书省。

### 明清
自明永乐十九年(1421年)永樂迁都北平后，明清两代将近500年间，中国的政治中心一直位于国都北京，而经济中心处于江浙、两湖和两广地区，这里粮、盐的产量占据了全国大宗，这一分布格局造成了中国政治中心（北京）和经济中心（南京）的分离。而位于长江与京杭大运河交汇处的扬州府城，坐拥两条连接中国政治与经济中心的水道，成为漕运的枢纽，因此再次成为中国经济的重要节点。
清世祖顺治二年（1645年）4月，多铎铁骑南下，史可法据守扬州城，5月20日城池被攻陷。揚州城被清軍屠城，史稱「揚州十日」。根据王秀楚所著《扬州十日记》中记载，扬州城被清军屠杀八十万人，然而根据明末清初史学家计六奇所著《明季南略》中记载：“扬州（府）初被高杰（明军）屠害二次，杀人无算。及豫王（清军）至，复尽屠之。总计前后杀人凡八十万，诚生民一大劫也”。待清朝政局稳定后，扬州经济又迅速恢复。徽商逐步代替了明中后期活跃于扬州的山陕商人，垄断了利润可观的两淮盐业。扬州盐业与漕运发达，推动经济在康乾盛世中达到唐朝之后的又一巅峰。两淮盐税在全国税收中长期占有40%以上的比例，“损益盈虚，动关国计”。

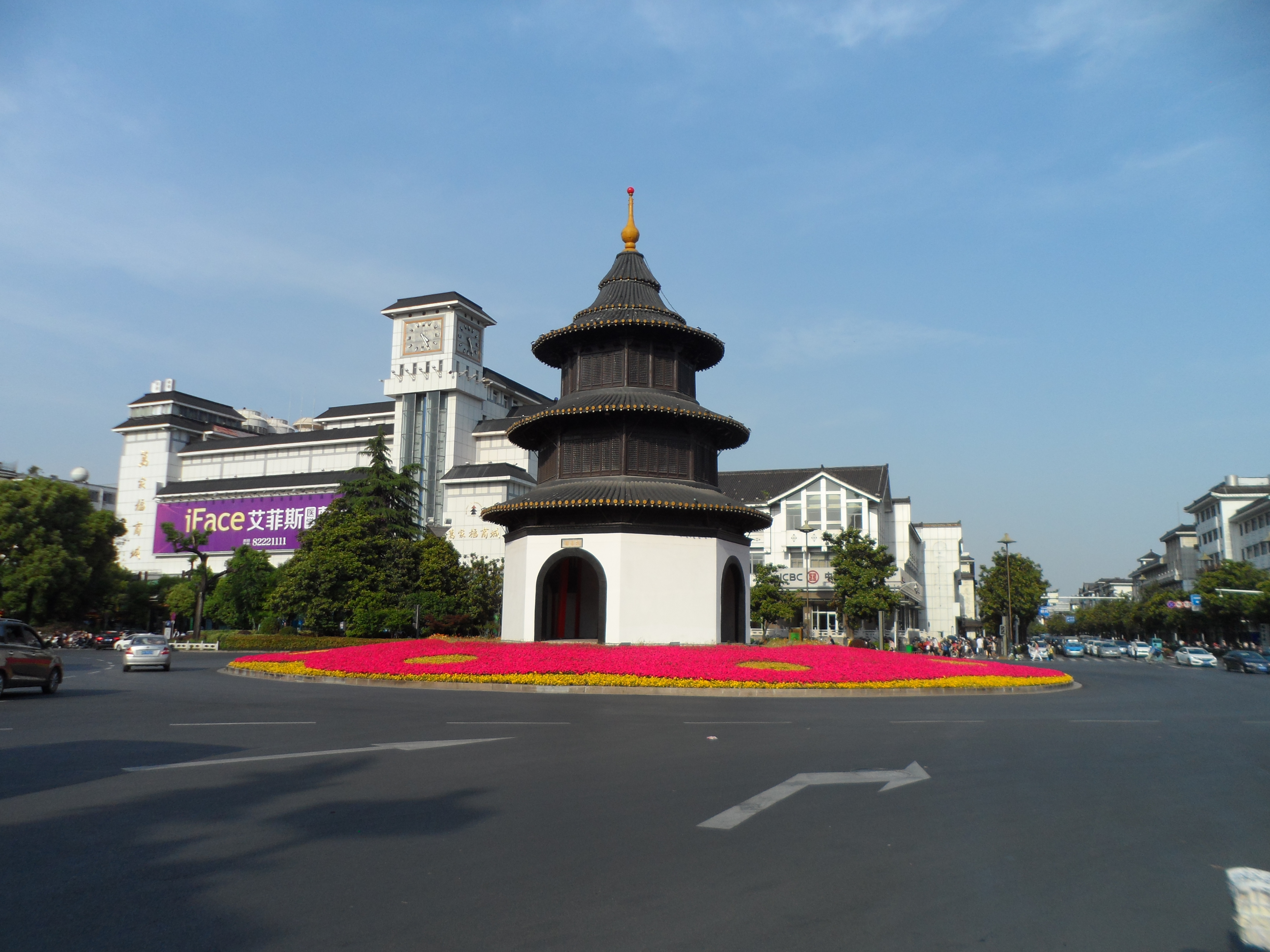
位于扬州市中心的文昌阁

与此同时，面对明清之交的兵祸，扬州当地士绅植根典籍，吸收苏州与徽州文化，在清代形成了扬州文化的新面貌。财富、资本的高度集中，使得扬州在清朝成为高度繁华的消费型城市，产生了大量依附于盐商的服务业从业者，催生出扬州独特而精致的饮食、休闲文化。而“贾而好儒”的徽商又以重金资助经学、出版、园林、绘画等文化活动，“海内文士，半集维扬”，“怀才抱艺者，莫不寓居于此”，使得扬州在多个文化领域内（如戏曲）成为全国中心。
总体而言，明清两代扬州经济的代表性行业是：
- 漕运。主要是粮食运输，长江中下游各产粮省份的皇粮国税均必经扬州北上，而后经京杭大运河运输到北京。明清两代扬州钞关的税收额一直位居全国前八名内。
- 盐运。淮盐西运，全国最大的两淮盐场（苏北沿海）所产官盐在扬州集散，然后转运广大的食盐销售区——长江中上游安徽、江西、湖北、湖南四省（所谓扬子四岸）销售。扬州城内有两淮盐运使衙门和大批盐商，這些商賈多來自安徽[6]；富有的盐商在扬州新城南河下（如何园）和西北郊（如瘦西湖）修筑了精美的园林，当时公认的说法是：“苏州以市肆胜，扬州以园林胜，杭州以湖山胜”[7]。
- 金融。扬州是全国官盐最大的集散地，大量盐商聚集于此，因此带动了本地银庄的发展，以帮助盐商周转投资。扬州因此成为当时整个中国乃至东亚地区资本最为集中的地区之一，其繁荣程度如同当今世界之伦敦、香港，仅次于同省的苏州；所谓“天下殷富。莫逾江浙；江省繁丽，莫盛苏扬”。
- 服务业。自隋唐以来，文娱产业就是扬州的支柱产业，高级厨师、高级妓女、艺人、书画家、古董业者，不计其数，康乾时期的扬州八怪便是最具代表性的一例。扬州与南北两京、苏杭二州一同被列为“士大夫必游五都会”，是全国最重要的文化中心之一。
- 手工业。清代扬州印刷、漆器、玉器制造等多种手工业繁盛，有“和田玉，扬州工”之誉。

### 清末至民国
1832年（道光十一年），两江总督陶澍改革两淮盐法，裁撤根窝，大批盐商破产。

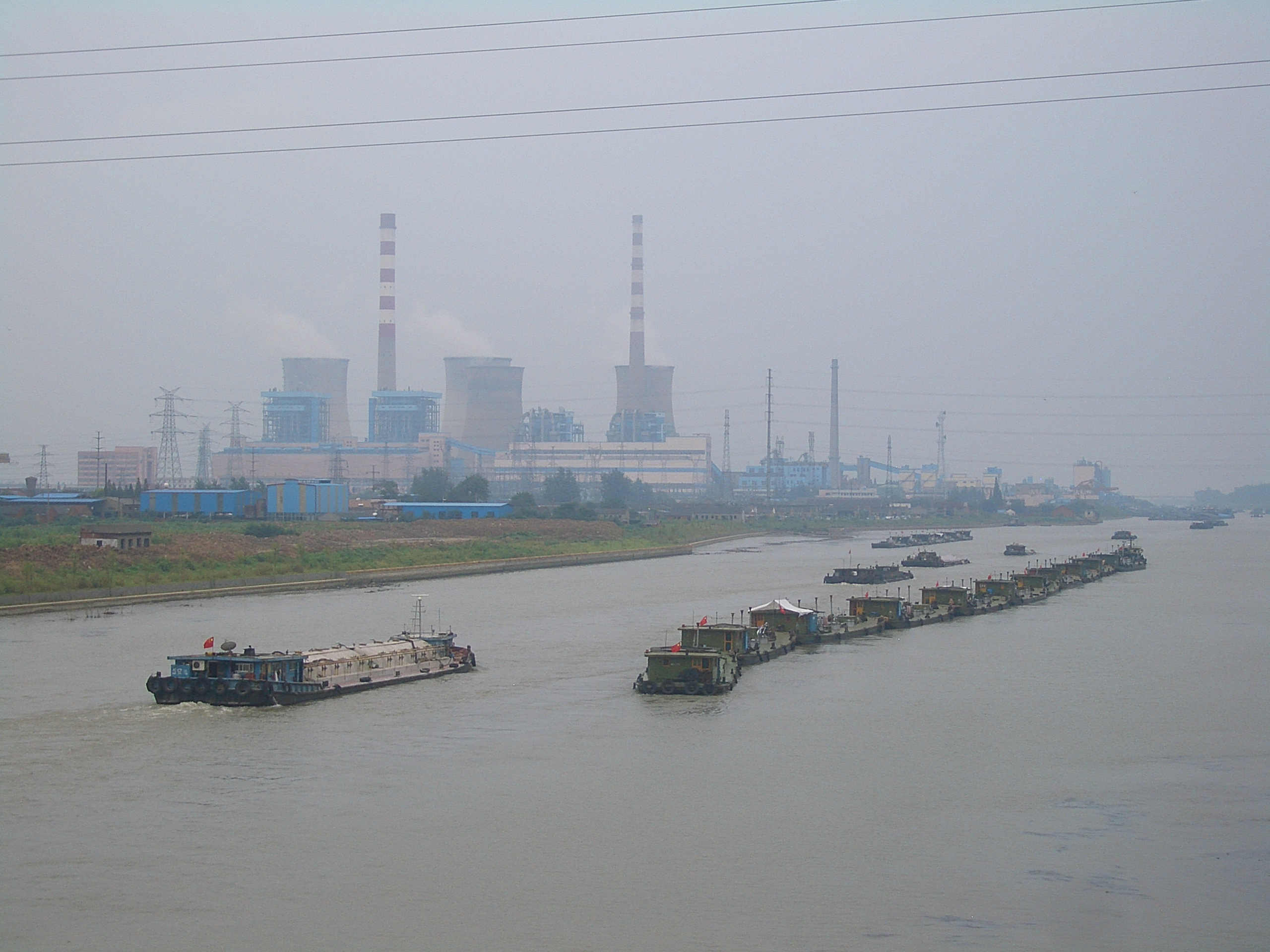
扬州一帶的重工業區

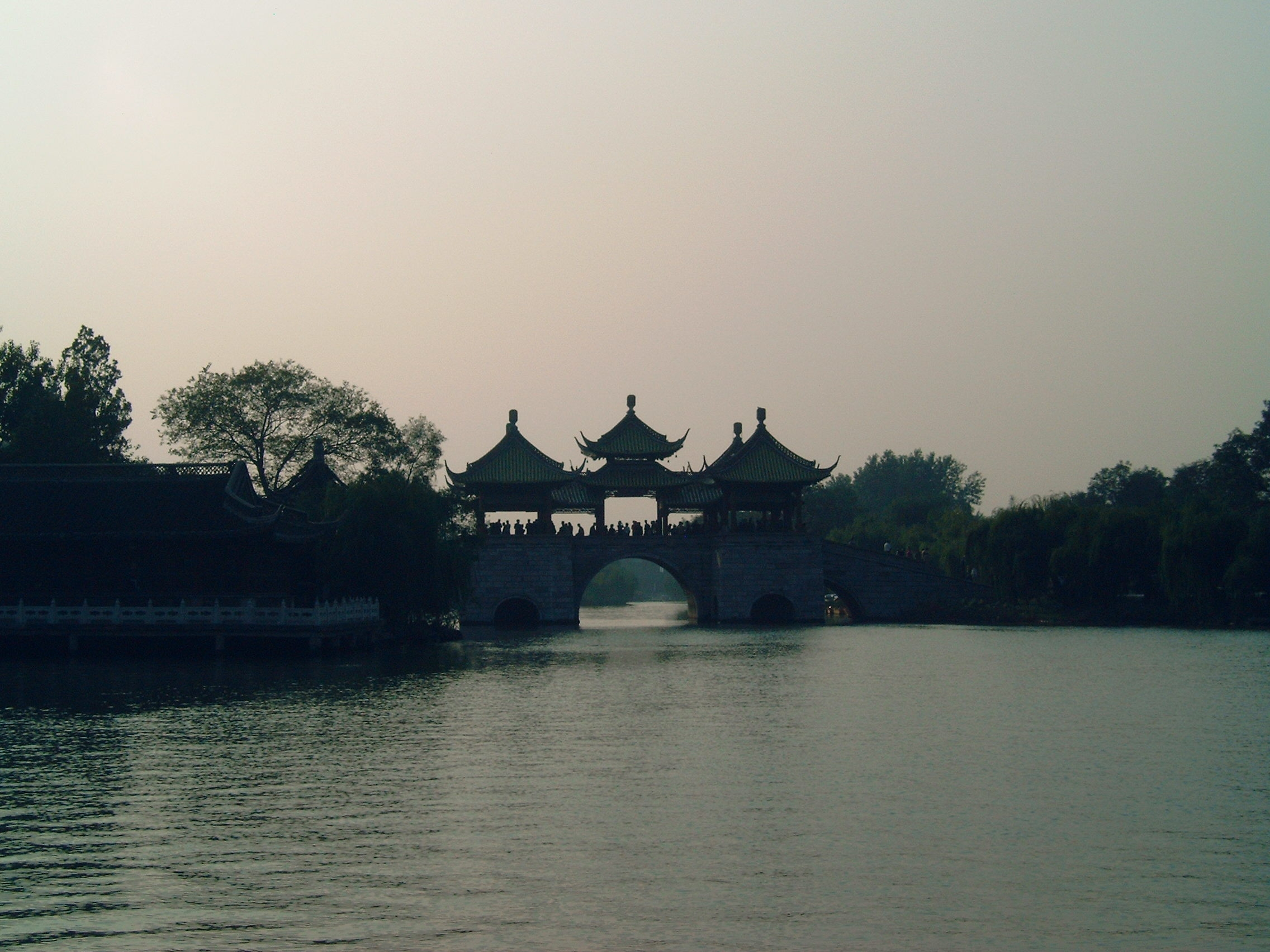
瘦西湖

1842年，英军在鸦片战争中攻占镇江、封锁长江，扬州居民纷纷逃难，本地绅商向英军缴纳50万两白银赎城费，作为英军不占领扬州城的交换条件。广州和扬州是在战争中两个仅有的缴纳赎城费的城市。
咸丰三年（1853年）太平天国攻克南京后，南京附近成为太平军和清军交战的主战场。清军的江北大营便屯建于扬州，而扬州府城的主要商业区多子街、左卫街和辕门桥等地均被抢劫并烧毁。“广陵地当兵火劫余，沧桑变后，人民城郭市肆顿改荆榛，尚非繁盛二、三”。同时，受到战火影响，长江漕运中断，淮盐引地（扬子四岸）尽失。1855年黄河改道，京杭大运河山东段河道淤塞，为了避开战火，南方的粮盐改道上海经海运运送到北京。因此，上海取代扬州，成为中国新的粮盐集散地。原有的扬州钱庄资本在战火影响下，转向上海等安全比较有保障的通商口岸以及租界，而扬州的娱乐服务业更加一蹶不振。太平天国运动结束以后，部分官员曾经打算重开漕运，无奈京杭大运河山东段河道淤塞严重，无法通航，只得作罢。
1911年年底，江苏在辛亥革命的浪潮中宣布独立。扬州府废，江都县留存。1908年沪宁铁路和1912年津浦铁路通车，打通了中国的南北陆上大动脉，彻底结束了京杭运河的历史使命，扬州因此而衰败下去，转变为普通的地区性城市。1932年，因两淮盐场重心北倾，两淮盐运使署也自扬州北迁海州。
中華民國因抗日战争失利，1937年12月14日日本中支那方面軍在南京保卫战後佔領揚州。此後由汪精衛國民政府管治至1945年。

### 中华人民共和国
1949年2月，共軍佔領扬州城区，设立县级扬州市。此后至1952年，扬州市是苏北行政公署的首府。
1982年，扬州被国务院公布为中国首批24座历史文化名城之一。1983年，扬州地区改制为地级扬州市。1996年，原扬州市辖下的县级泰州市从扬州市分出，并与姜堰、靖江、泰兴、兴化等地共同组建新的地级泰州市。
2004年宁启铁路正式通车，扬州结束“地无寸铁”的历史。2005年润扬大桥通车，扬州走向“融入苏南”之路。2012年扬州泰州机场通航，扬州进入“空港时代”。2015年9月，途经扬州的首条铁路客运专线连淮扬镇铁路全面开工建设，于2020年12月11日通车，扬州将正式迎来了“高铁时代”。

## 地理
扬州市现辖区域在东经119度01分（仪征市移居、青山一线）至119度54分、北緯31度56分至33度25分（宝应县西安丰、泾河一线）之间，总体上属于长江中下游平原和江淮平原，地势平缓。扬州市城区位于长江与京杭运河交汇处，东经119度26分、北纬32度24分。扬州属于亚热带季风气候区，四季分明，降雨充沛，气候温润，自然条件较为优越。
扬州市与镇江市区隔长江相望，东邻泰州市（海陵区、高港区、兴化市），北部与淮安市（楚州区、金湖县）及盐城市（建湖县）交界，西部与南京市（六合区）以及安徽省天长市交界。
扬州市境内水道密布。其中，长江岸线长80.5公里，沿岸自西向东依次为仪征市、邗江区、广陵区和江都区；京杭大运河纵贯全市，由北向南依次行经宝应县、高邮市、江都区、广陵区和邗江区，市境内河道全长143.3公里，并由北向南沟通白马湖、宝应湖、高邮湖、邵伯湖4湖，汇入长江。
扬州市最高点为仪征市境内的铜山，海拔149.5米。
| 1981–2010年间扬州市的平均气象数据 | 1981–2010年间扬州市的平均气象数据 | 1981–2010年间扬州市的平均气象数据 | 1981–2010年间扬州市的平均气象数据 | 1981–2010年间扬州市的平均气象数据 | 1981–2010年间扬州市的平均气象数据 | 1981–2010年间扬州市的平均气象数据 | 1981–2010年间扬州市的平均气象数据 | 1981–2010年间扬州市的平均气象数据 | 1981–2010年间扬州市的平均气象数据 | 1981–2010年间扬州市的平均气象数据 | 1981–2010年间扬州市的平均气象数据 | 1981–2010年间扬州市的平均气象数据 | 1981–2010年间扬州市的平均气象数据 |
| 月份                              | 1月                               | 2月                               | 3月                               | 4月                               | 5月                               | 6月                               | 7月                               | 8月                               | 9月                               | 10月                              | 11月                              | 12月                              | 全年                              |
| --------------------------------- | --------------------------------- | --------------------------------- | --------------------------------- | --------------------------------- | --------------------------------- | --------------------------------- | --------------------------------- | --------------------------------- | --------------------------------- | --------------------------------- | --------------------------------- | --------------------------------- | --------------------------------- |
| 平均高温 °C（°F）                 | 6.8 (44.2)                        | 8.9 (48.0)                        | 13.7 (56.7)                       | 20.2 (68.4)                       | 25.9 (78.6)                       | 28.8 (83.8)                       | 31.9 (89.4)                       | 31.3 (88.3)                       | 27.4 (81.3)                       | 22.3 (72.1)                       | 15.9 (60.6)                       | 9.5 (49.1)                        | 20.2 (68.4)                       |
| 日均气温 °C（°F）                 | 2.5 (36.5)                        | 4.6 (40.3)                        | 9.0 (48.2)                        | 15.2 (59.4)                       | 20.9 (69.6)                       | 24.6 (76.3)                       | 28.0 (82.4)                       | 27.4 (81.3)                       | 23.2 (73.8)                       | 17.6 (63.7)                       | 10.9 (51.6)                       | 4.7 (40.5)                        | 15.7 (60.3)                       |
| 平均低温 °C（°F）                 | −0.8 (30.6)                       | 1.2 (34.2)                        | 5.2 (41.4)                        | 10.8 (51.4)                       | 16.5 (61.7)                       | 20.9 (69.6)                       | 24.8 (76.6)                       | 24.3 (75.7)                       | 19.8 (67.6)                       | 13.6 (56.5)                       | 6.8 (44.2)                        | 1.0 (33.8)                        | 12.0 (53.6)                       |
| 平均降水量 mm（）                 | 45.1 (1.78)                       | 47.8 (1.88)                       | 74.8 (2.94)                       | 71.4 (2.81)                       | 82.9 (3.26)                       | 138.1 (5.44)                      | 207.4 (8.17)                      | 141.3 (5.56)                      | 87.8 (3.46)                       | 56.3 (2.22)                       | 60.2 (2.37)                       | 30.3 (1.19)                       | 1,043.4 (41.08)                   |
| 平均相對濕度（％）                | 74                                | 73                                | 71                                | 70                                | 71                                | 76                                | 80                                | 81                                | 78                                | 75                                | 76                                | 73                                | 75                                |
| 来源：中国气象数据网              |                                   |                                   |                                   |                                   |                                   |                                   |                                   |                                   |                                   |                                   |                                   |                                   |                                   |

## 政治

### 现任领导
| 机构     | · 中国共产党 · 扬州市委员会 | 扬州市人民代表大会 常务委员会 | 扬州市人民政府    | · 中国人民政治协商会议 · 扬州市委员会 |
| 职务     | 书记                        | 主任                          | 市长              | 主席                                  |
| -------- | --------------------------- | ----------------------------- | ----------------- | ------------------------------------- |
| 姓名     | 王进健                      | 孔令俊                        | 郑海涛            | 陈扬                                  |
| 民族     | 汉族                        | 汉族                          | 汉族              | 汉族                                  |
| 籍贯     | 江苏省常州市                | 江苏省靖江市                  | 广东省普宁市      | 江苏省泰州市                          |
| 出生日期 | 1973年9月（51歲）           | 1965年3月（60歲）             | 1975年1月（50歲） | 1963年4月（62歲）                     |
| 就任日期 | 2023年3月                   | 2022年2月                     | 2025年7月         | 2019年1月                             |

### 历任领导
| 市委书记 - 曹鸿鸣（1984年6月－1988年5月） - 姜永荣（1988年5月－1993年4月） - 李炳才（1993年5月－1996年12月） - 吴冬华（1996年12月－2001年2月） - 孙志军（2001年2月－2004年7月） - 季建业（2004年7月－2009年8月） - 王燕文（2009年8月－2012年2月） - 谢正义（2012年2月－2019年12月） - 夏心旻（2019年12月－2021年6月） - 张宝娟（2021年7月－2023年3月） - 王进健（2023年3月－） | 市长 - 黄书祥（1983年5月－1986年6月） - 虞振新（1986年6月－1989年6月） - 吕新奎（1989年6月－1991年4月） - 李炳才（1991年4月－1993年3月） - 施国兴（1993年4月－1997年12月） - 蒋进（1998年1月－1998年12月） - 苏泽群（1999年1月－2001年7月） - 季建业（2001年7月－2004年7月） - 王燕文（2004年7月－2009年8月） - 谢正义（2009年8月－2012年4月） - 朱民阳（2012年4月－2016年9月） - 张爱军（2016年9月－2018年4月） - 夏心旻（2018年4月－2019年12月） - 张宝娟（2019年12月－2021年8月） - 王进健（2021年8月－2023年5月） - 潘国强（2023年5月－2025年7月） - 郑海涛（2025年7月－） |

### 行政区划
扬州市现辖3个市辖区、1个县，代管2个县级市。
- 市辖区：广陵区、邗江区、江都区
- 县级市：仪征市、高邮市
- 县：宝应县

此外，扬州市还设立以下经济功能区：国家级扬州经济技术开发区、蜀冈－瘦西湖风景名胜区、扬州市生态科技新城。

## 人口
根据2020年第七次全国人口普查，全市常住人口为4,559,797人。同第六次全国人口普查的4,460,066人相比，十年共增加了99,731人，增长2.24%，年平均增长率为0.22%。其中，男性人口为2,270,783人，占总人口的49.8%；女性人口为2,289,014人，占总人口的50.2%。总人口性别比（以女性为100）为99.2。0－14岁的人口为527,419人，占总人口的11.57%；15－59岁的人口为2,846,179人，占总人口的62.42%；60岁及以上的人口为1,186,199人，占总人口的26.01%，其中65岁及以上的人口为911,673人，占总人口的19.99%。居住在城镇的人口为3,238,904人，占总人口的71.03%；居住在乡村的人口为1,320,893人，占总人口的28.97%。
截至2017年末，扬州市常住人口450.82万人，常住人口城镇化率为66.05%，比2016年提高1.65个百分点。截至2017年末，扬州市户籍总人口459.98万人，比2016年末减少16851人。全市登记出生人口4.54万人，出生率9.87‰；死亡人口5.28万人，死亡率11.48‰。人口自然增长率为-1.61‰。截至2017年末，扬州市区户籍总人口为233.00万人，增长0.23%。

### 民族
全市常住人口中，汉族人口为4,532,448人，占99.40%；各少数民族人口为27,349人，占0.60%。与2010年第六次全国人口普查相比，汉族人口增加90,210人，增长2.03%，占总人口比例下降0.2个百分点；各少数民族人口增加9,521人，增长53.4%，占总人口比例增加0.2个百分点。
高邮市下属的菱塘回族乡是江苏省唯一的民族乡。

## 经济
扬州地处中国经济最发达的长江三角洲经济圈，地理位置优越，与南京、镇江构成南京都市圈。目前扬州的经济发展水平在江苏处于中游位置，高于全国水平，汽车、造船等行业有一定优势。2018年，扬州市国民生产总值（GDP）达5466.17亿元、人均GDP首次突破12万元，连续多年在苏中苏北中保持前列。
| 区划名称 | 国内生产总值（亿元） | 占比（%） |
| -------- | -------------------- | --------- |
| 扬州市   | 5,466.17             | 100.00    |
| 扬州市区 | 3,492.75             | 63.90     |
| 高邮市   | 669.02               | 12.24     |
| 仪徵市   | 673.94               | 12.33     |
| 宝应县   | 630.46               | 11.53     |

## 交通

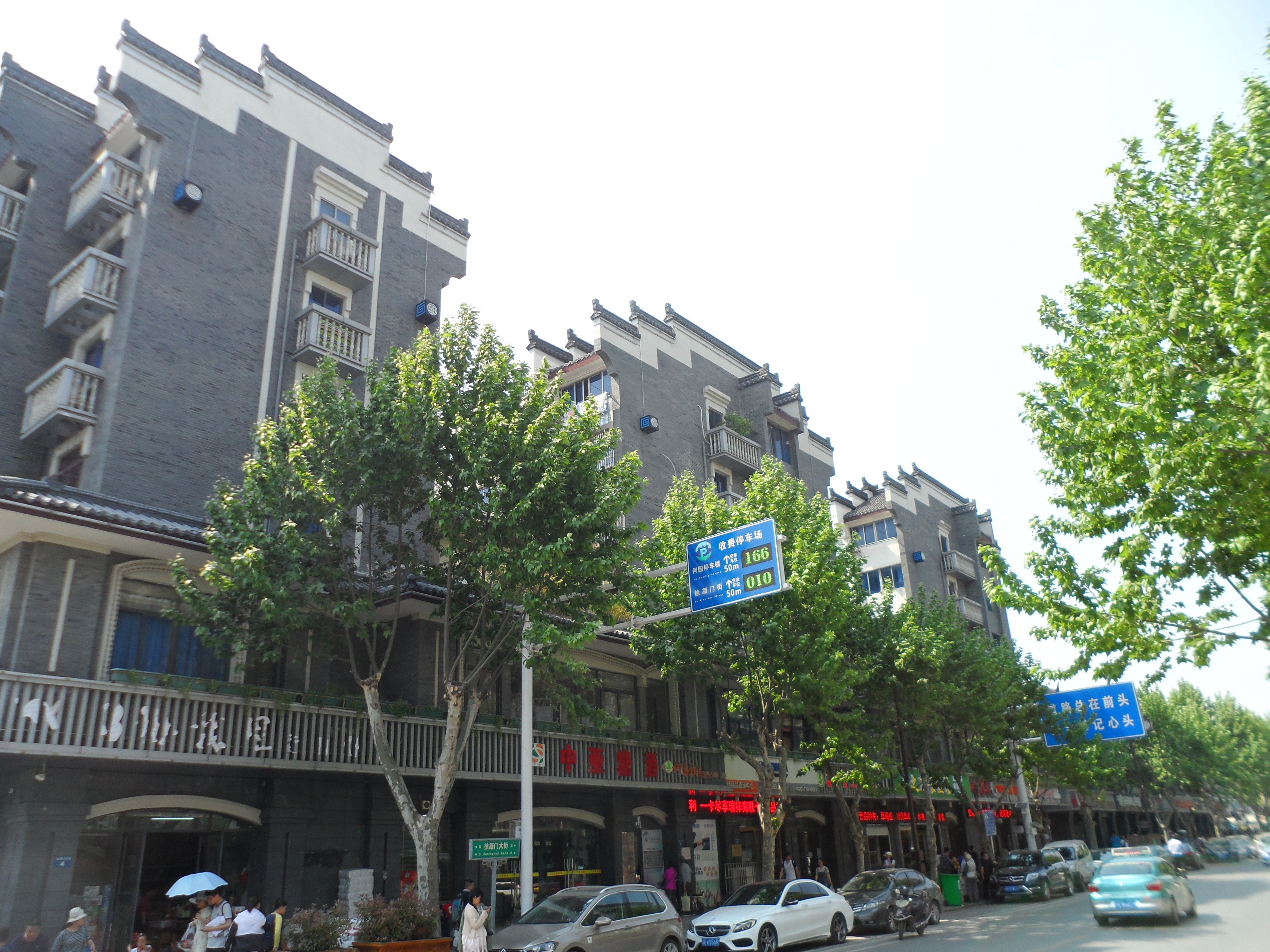
扬州城区的一条街道（城东南的徐凝门大街）

### 公路
公路交通发达，是数条高速公路与国省干线公路的交汇点。目前建成的高速公路有 京沪高速公路、 沪陕高速公路、 扬溧高速公路、 启扬高速公路及 新扬高速公路。润扬长江大桥（ 扬溧高速公路）、五峰山长江大桥（ 江宜高速公路）和宁扬长江大桥（ 南京都市圈环线高速公路），将扬州与苏南高速公路网相连。另外， 233国道、 328国道、 344国道与 345国道亦过境本市。

### 铁路

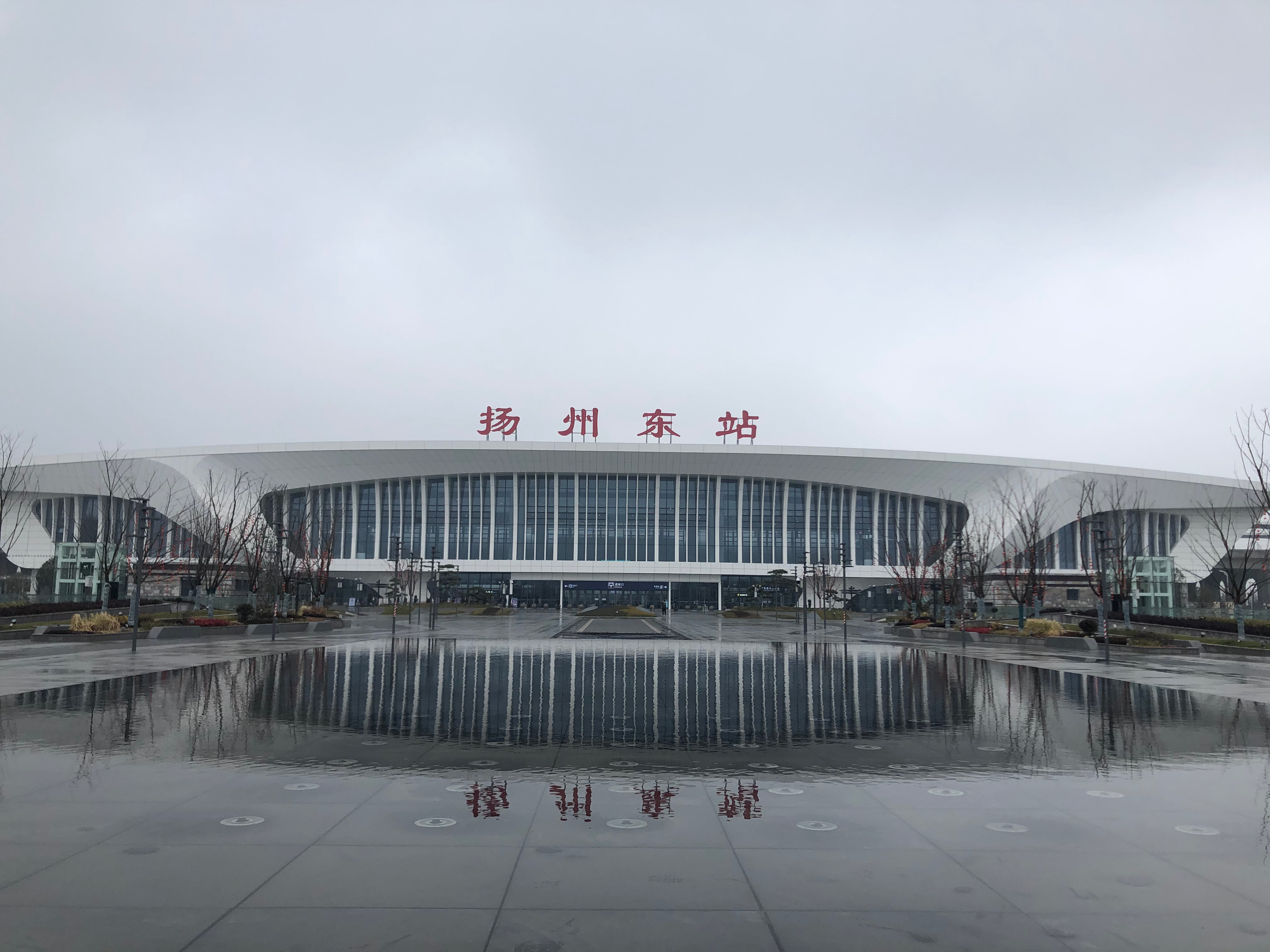
扬州东站站房

- 宁启铁路
- 连镇铁路[20]

扬州市内办理客运业务的铁路车站：
| 车站名称 | 位置         |
| -------- | ------------ |
| 扬州东站 | 生态科技新城 |
| 扬州站   | 邗江区       |
| 江都站   | 江都区       |
| 高邮站   | 高邮市       |
| 高邮北站 | 高邮市       |
| 宝应站   | 宝应县       |

### 轨道交通

#### 城市轨道交通

##### 地铁
扬州地铁远景规划7条线路，其中5条主城轨道，2条都市区快轨线，线网总长约206公里，线网密度0.11公里/平方公里；其中主城轨道总长为151公里，线网密度0.30公里/平方公里，近期规划建设3条，分别为1号线全线、2号线一期和5号线一期，目前已上交国家环保部审查，正在等待国务院批准。
建设中的南京地铁S5号线将经过扬州市，预计2026年完工。

##### 轻轨
扬州市发改委已组织相关设计单位开展了规划研究，规划年限未知。

#### 城际轨道交通

##### 扬州经镇江至扬中城际铁路
于2020年列入国家发改委印发的长江干线过江通道布局规划，该规划年限为2035年。

##### 南京江北至仪征城际
于2020年签订南京江北地区至仪征轨道交通研究合作协议，该线路规划年限未知。

### 机场
位于江都区的扬州泰州国际机场有通达中国大陆各主要城市的航班，机场与扬州市区之间有机场巴士直达。另外，扬州泰州国际机场目前已开通至泰国曼谷、日本大阪、韩国首尔-仁川、越南芽庄、韩国济州、柬埔寨金边、马来西亚吉隆坡等地的国际航线，以及至香港和台湾桃园的地区航线，今后更有望继续开通至新加坡、俄罗斯海参崴等旅游目的地的国际航线，便利周边民众出行。

### 航运
扬州港为国家一类开放港，是中国沿海沿江重要港口。全港拥有各类码头泊位39个，其中万吨级码头泊位13个，千吨级码头泊位17个，形成了以六圩港区为龙头，仪征港区、江都港区为两翼的港口群。

## 文化

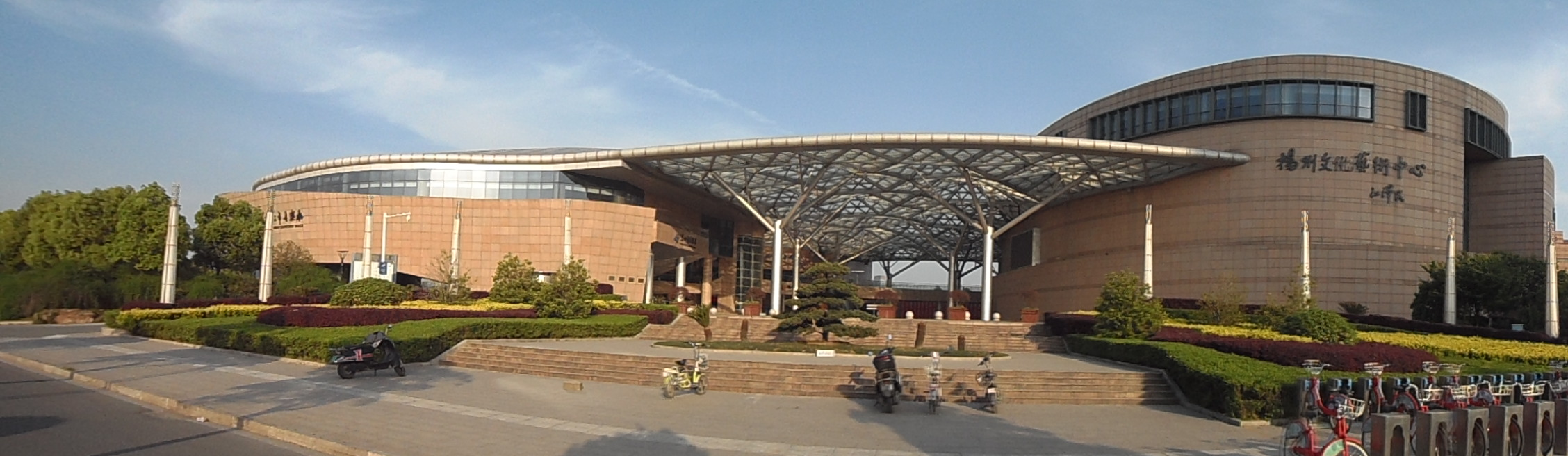
扬州文化艺术中心

### 全国重点文物保护单位
- 揚州城遺址
- 何园
- 个园
- 莲花桥和莲性寺白塔
- 吴氏宅第
- 扬州大明寺
- 普哈丁墓
- 小盘谷
- 朱自清旧居

### 国家级非物质文化遗产
- 广陵琴派
- 扬州评话
- 扬剧
- 扬州清曲
- 扬州弹词
- 木偶戏
- 扬州剪纸
- 扬州玉雕
- 扬州漆器髹饰技艺
- 雕版印刷技艺
- 扬派盆景技艺
- 富春茶点制作技艺

### 宗教
- 佛教：大明寺、高旻寺、旌忠寺、观音禅寺、法海寺、兴善寺、文峰寺、祗陀林、万寿观音庵、鉴真佛教学院
- 道教：武当行宫
- 基督新教：扬州市共有基督徒3万，现有牧师3人，副牧师1位[26]。市区现有萃园路礼拜堂与神在堂两所礼拜堂。
- 天主教：扬州耶稣圣心堂
- 伊斯兰教：仙鹤寺

### 飲食

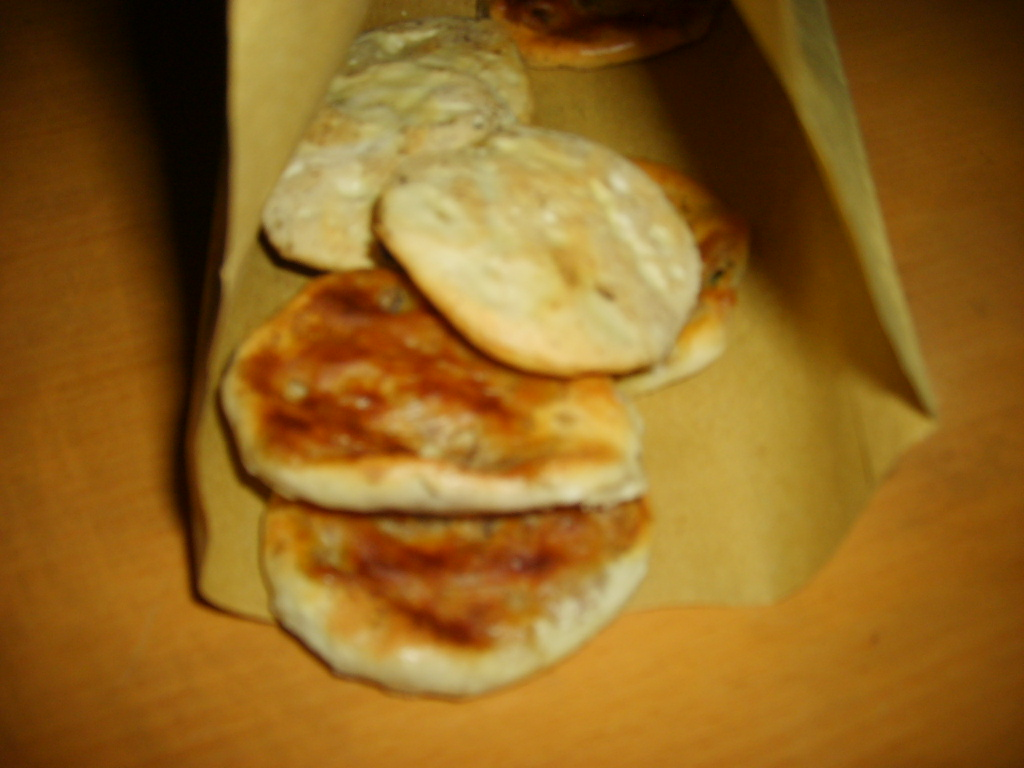
黄桥烧饼

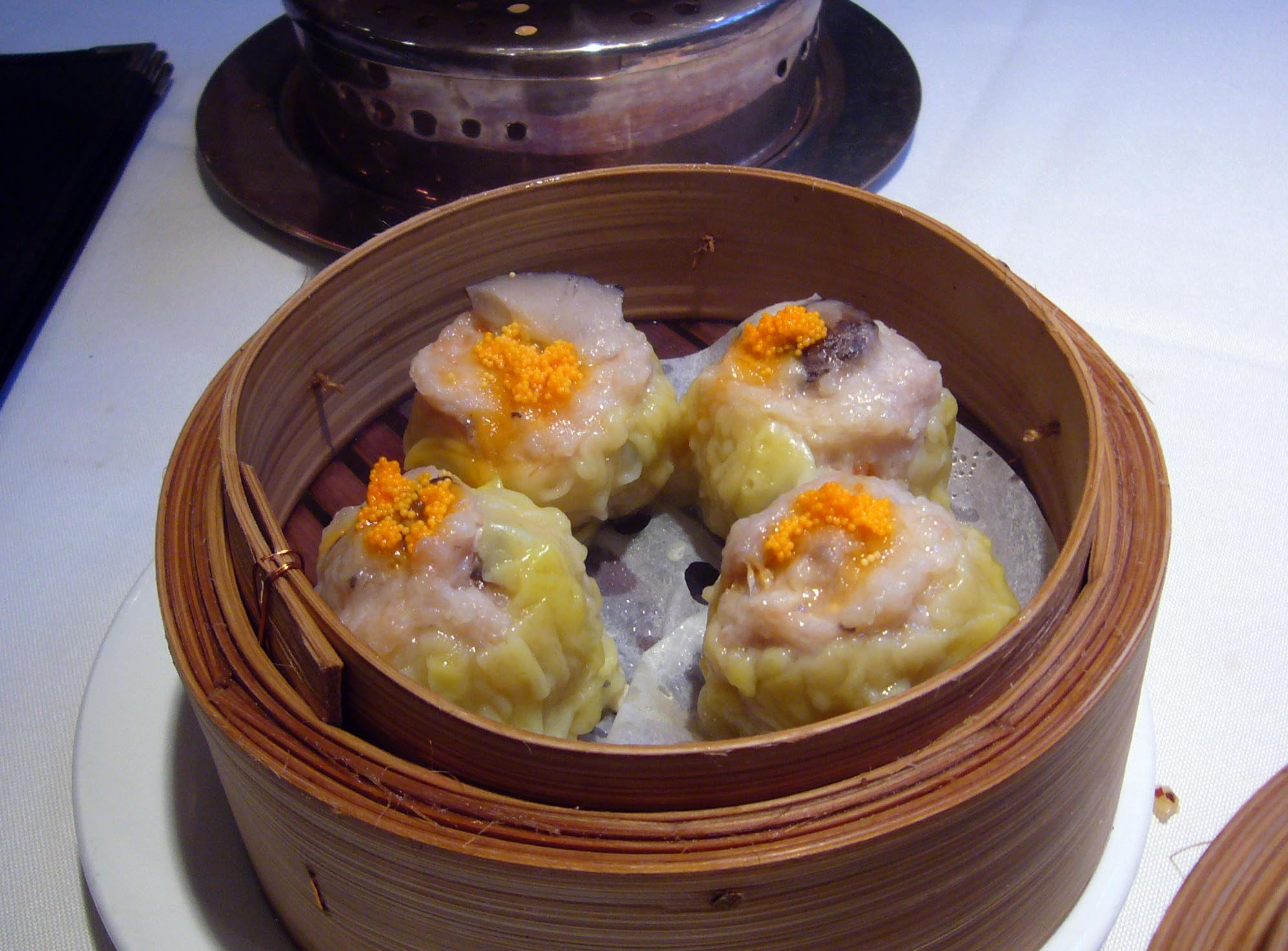
蟹黃燒賣

淮揚菜是中國菜四大菜系之一，指流行於江蘇省淮安、揚州、鎮江及其附近地域的菜肴。
- 扬州灌汤包

扬州灌汤包是江苏省的名点。揚州的灌湯包以精粉燙麵制皮坯，選用肋條肉為餡心，用鮮骨髓湯打餡，配以十多種上等調料佐味。包子鮮香肉嫩、皮簿筋軟、外形玲瓏剔透、湯汁濃郁、入口油而不膩。
- 笋肉锅贴

笋肉鍋貼是揚州風味小吃，以麵團糊制皮，包入笋肉餡，經炸制而成；色澤金黃，外脆里嫩，口味鮮美。
- 翡翠燒賣

翡翠烧卖是扬州的名点，由扬州市富春茶社创始人陈步云首创。
- 千層油糕

千層糕呈菱形方塊，芙蓉色，半透明，整塊油糕共分64層，層層糖油相間。
- 蟹黃燒賣

蟹黃燒賣馅为蟹黄和蟹肉，汤为原味鸡汤。
- 三丁包子

所謂“三丁”，即以雞丁、肉丁、筍丁製成，雞丁選用隔年母雞，既肥且嫩；肉丁選用五花肋條，膘頭適中；筍丁根據季節選用鮮筍。
- 盐水鹅

也称为老鹅，肉质瘦而不柴，口味鲜美。

### 特产

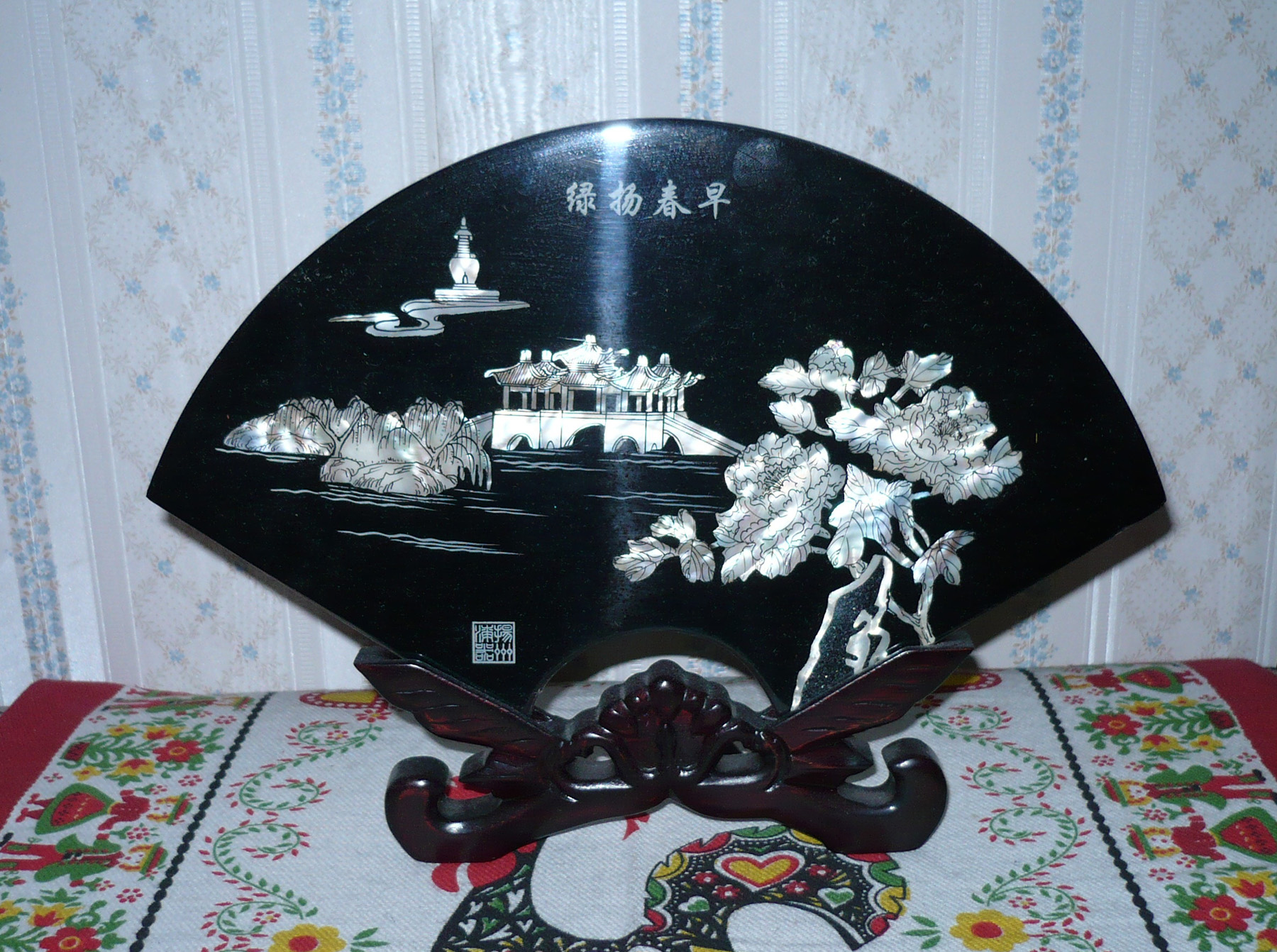
揚州螺鈿漆器

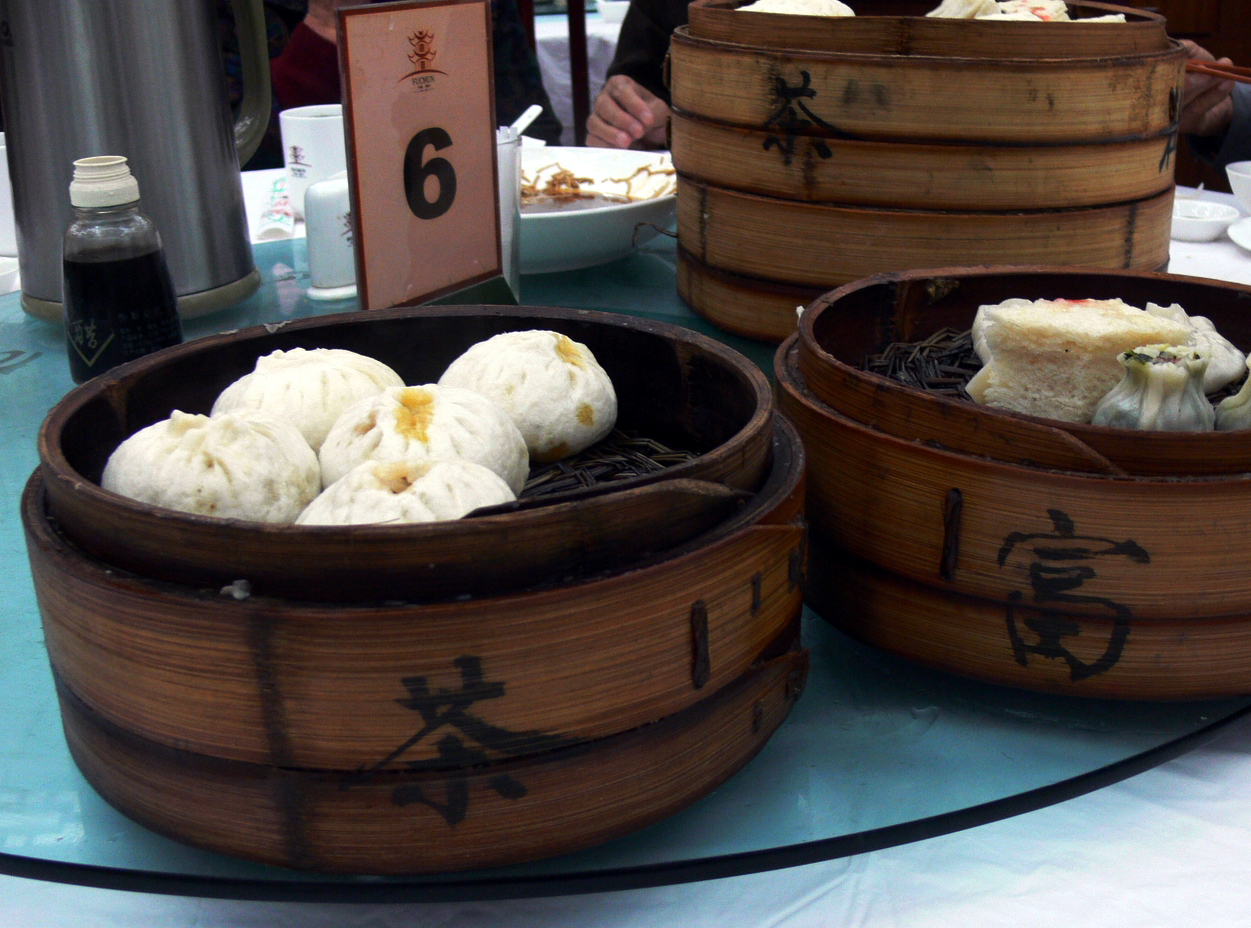
富春包子

- 扬州螺鈿漆器
- 扬州炒飯
- 富春包子
- 扬州酱菜
- 扬州牛皮糖
- 揚州老鹅

### 中华老字号
- 扬州富春茶社
- 扬州三和四美酱菜有限公司
- 扬州市光明眼镜有限公司
- 扬州谢馥春化妆品有限公司
- 扬州玉器厂
- 扬州漆器厂
- 同松参号药店

### 方言
扬州市全境方言属江淮官话洪巢片，即俗称的苏北话。除仪征西部为宁庐方言南京小片外，余皆属扬淮方言扬州小片。
扬州话是江淮官话的代表方言之一，存有很多传统词汇，以及一些生动的、有意思的口头语。以扬州方言为载体的曲艺有扬州清曲、扬州评话、扬剧等。这些曲艺已被列入国家非物质文化遗产。狭义上的“扬州话”一般指扬州城区方言，扬州郊区又称其为“街上话”。而广义上的扬州话还包括邗江、江都大部、仪征大部、镇江市区的方言，还有安徽的天长市，俗称“苏北话”。 
声母
包括零声母在内，扬州话共有17个声母，与普通话相比，只少了zh、ch、sh、r、n这5个声母。古全浊声母在扬州话里全部清化，逢塞音、塞擦音，平声读送气清音，仄声读不送气清音，与多数官话方言一致。普通话的平卷舌，扬州话里是不分 的，扬州话用z、c、s、l来代替zh、ch、sh、r。古见系的开口二等字，多有声母不颚化（开口呼）、颚化（齐齿呼）两读。如：家，“家去”中念ga，“家庭”里念jia，不可混淆。影母和疑母混同，皆读为零声母。与普通话一致。泥母、来母、日母混同，就是所谓的n、l、r不分。洪音韵母前为l，细音韵母前为n。如：脑=lao，凉=niang。但是，扬州郊区很多地方是区分n、l的。 
韵母 
扬州话有47个韵母。和多数官话方言相比，最大的特点是保留入声，入声收喉塞音韵尾。古咸山摄三分为桓欢、寒山、先天韵。如：关=guan，官=guon，山=san，扇=xien，肩=jien，间=jian等等，这些是与普通话不同的。北京话的前、后鼻音韵尾，在扬州话中分别合并。冰=宾，静=进。果摄不区分开合口，一律读o。如：贺=货=ho。和=河=ho。 
声调
扬州话有5个单字调：阴平、阳平、上声、去声、入声。古全浊上声今归入去声，古次浊上声今归上声。古清去、浊去；清入、浊入则分别合并为去声、入声。 除入声外，其他字的调类与普通话基本相同。

### 唐诗宋词与扬州
詩歌中稱“維揚”者眾。
- 故人西辞黄鹤楼，烟花三月下扬州[27]
- 天下三分明月夜，二分无赖是扬州[28]（扬州素有“月亮城”之称）
- 春风十里扬州路，卷上珠帘总不如[29]
- 二十四桥明月夜，玉人何处教吹箫[30]
- 十年一觉扬州梦，赢得青楼薄幸名[31]
- 腰缠十万贯，骑鹤下扬州[32]
- 淮左名都，竹西佳處[33]

## 旅游

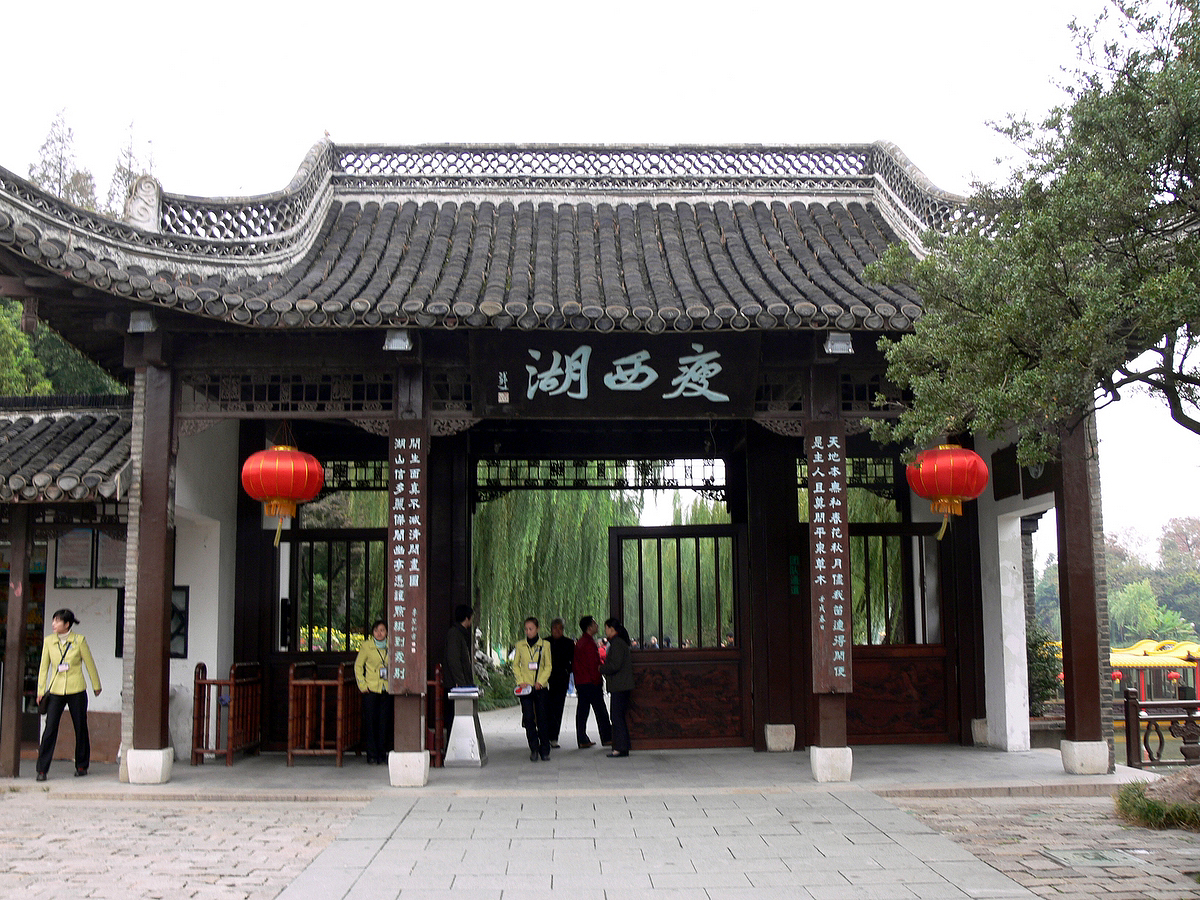
瘦西湖南门

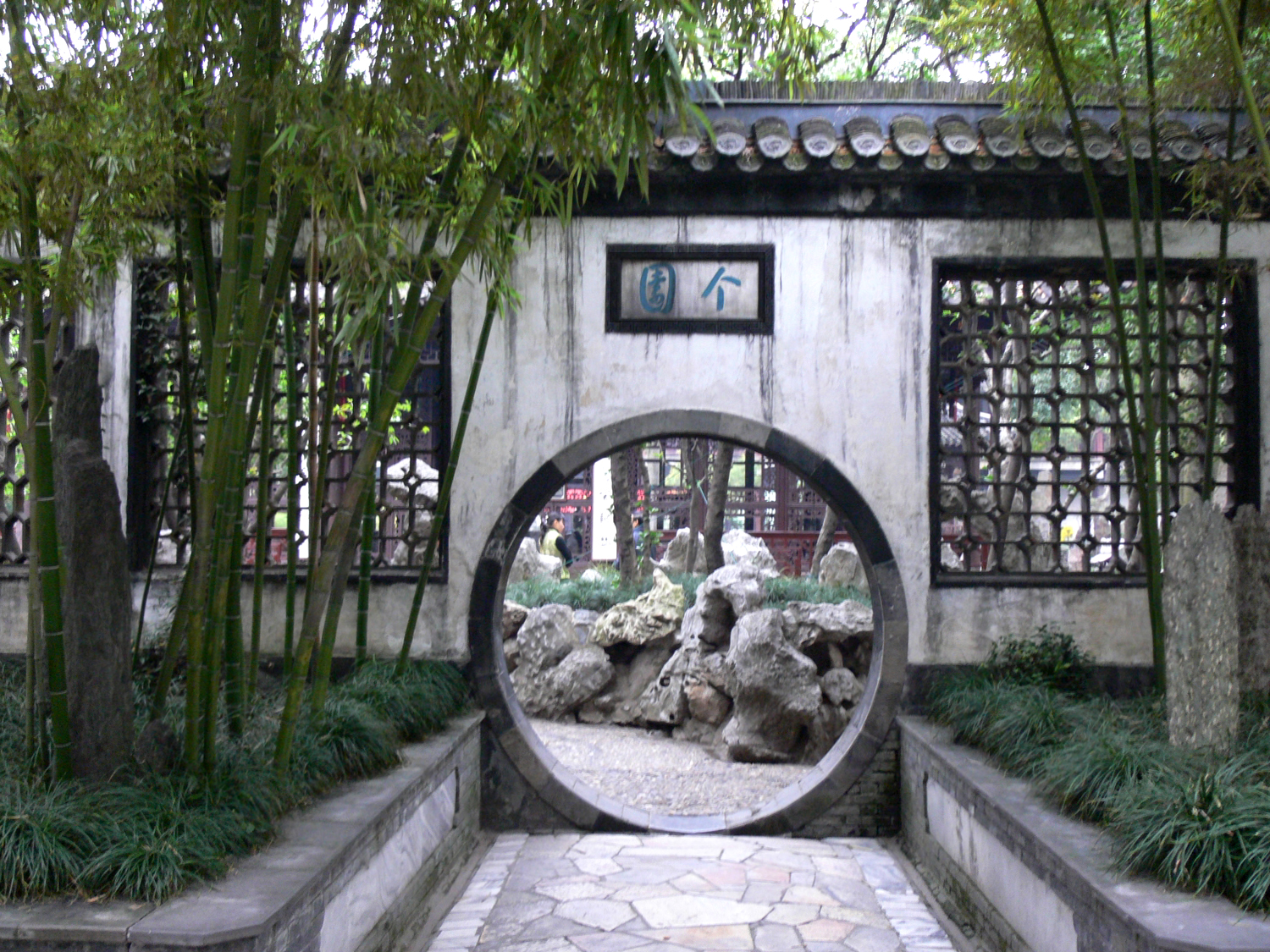
个园

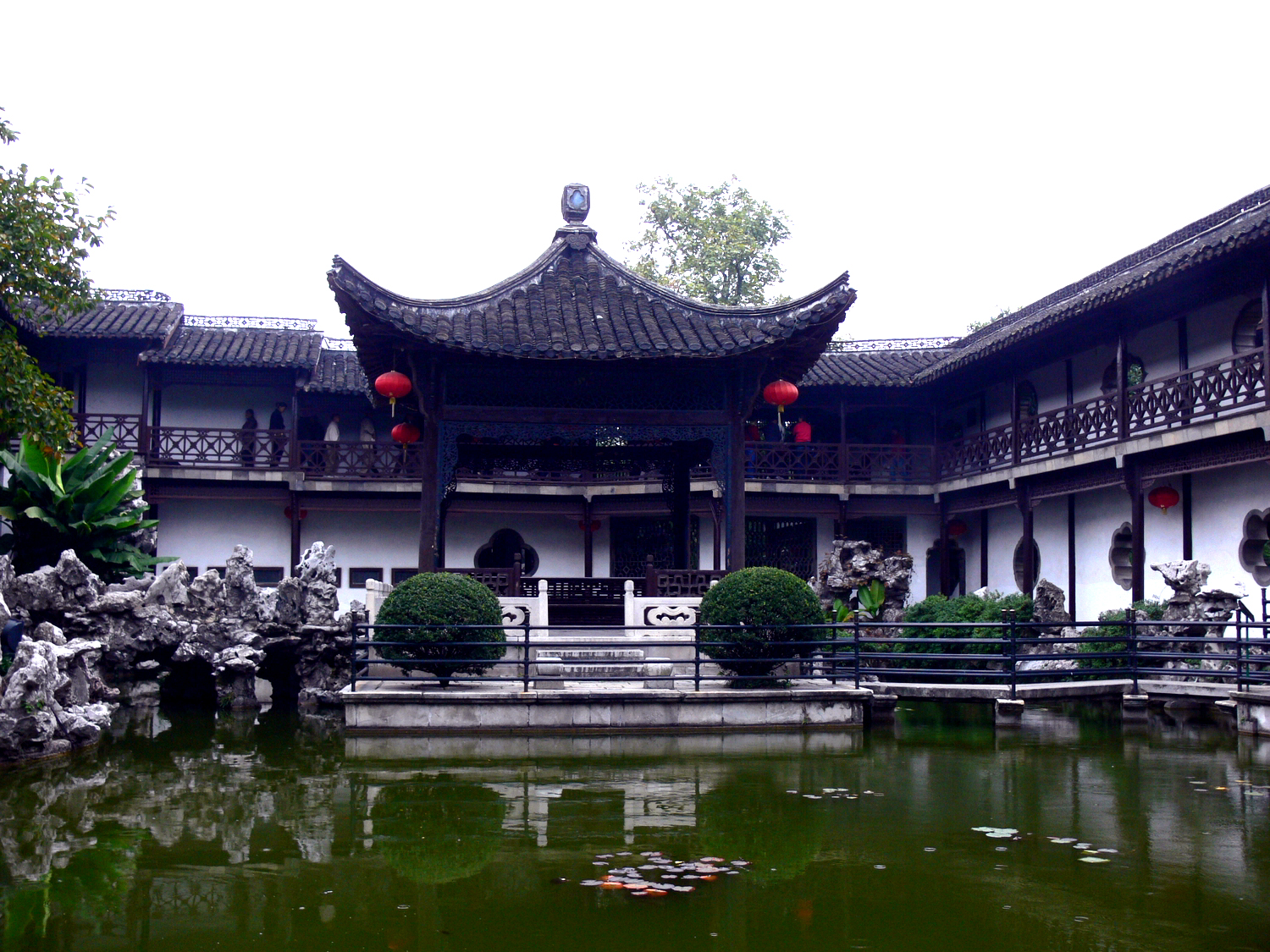
扬州何園

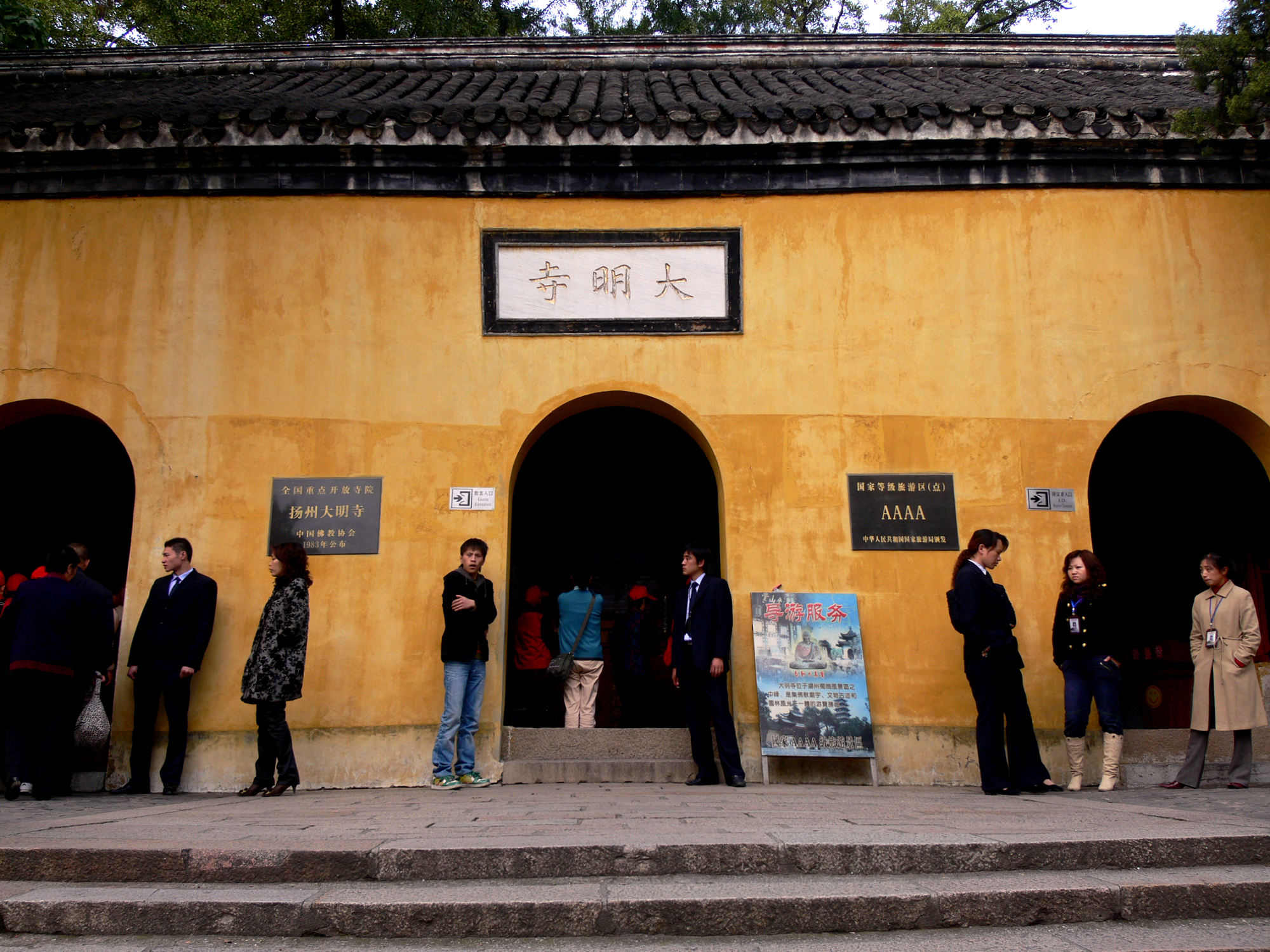
大明寺

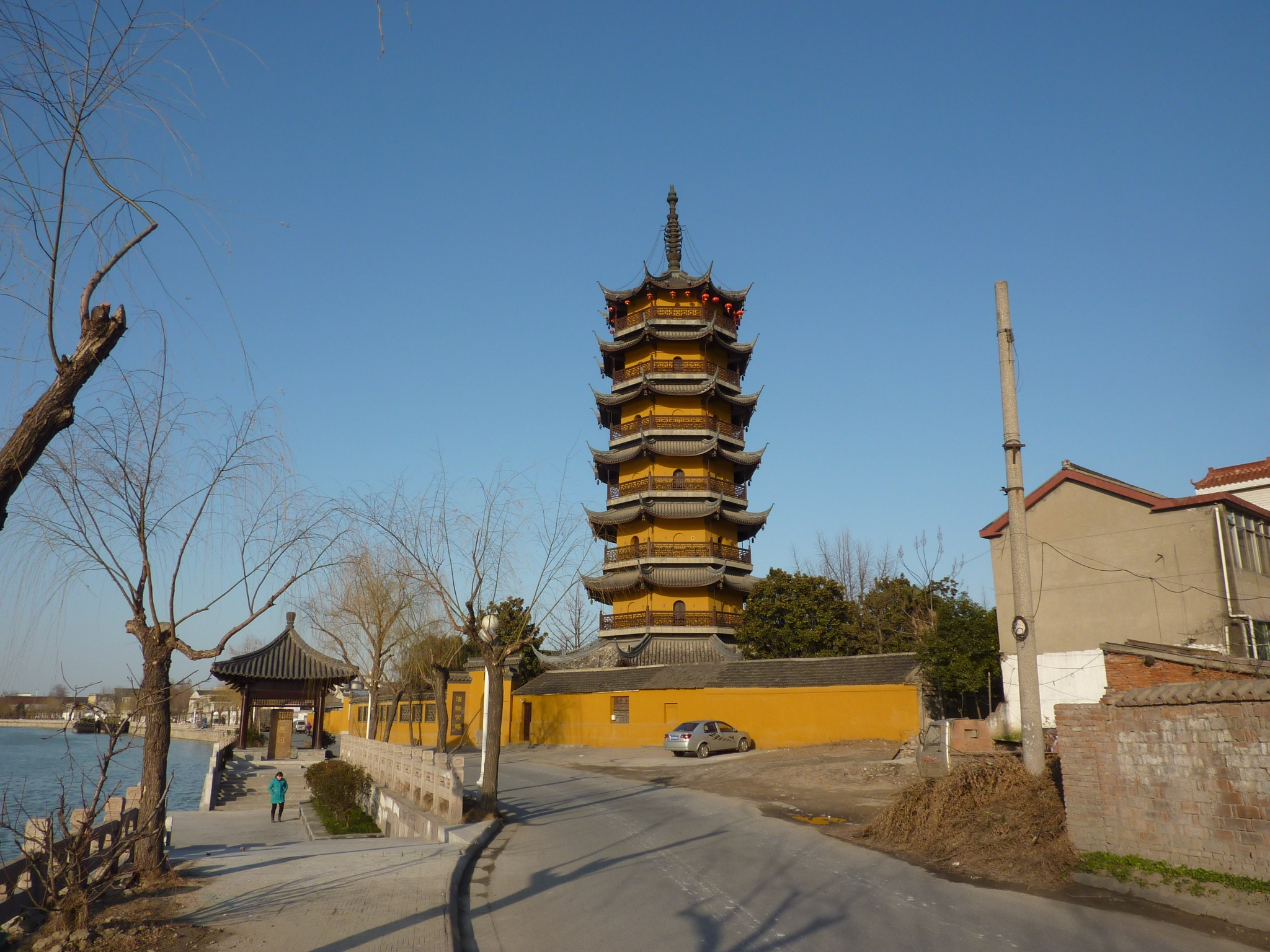
文峰塔

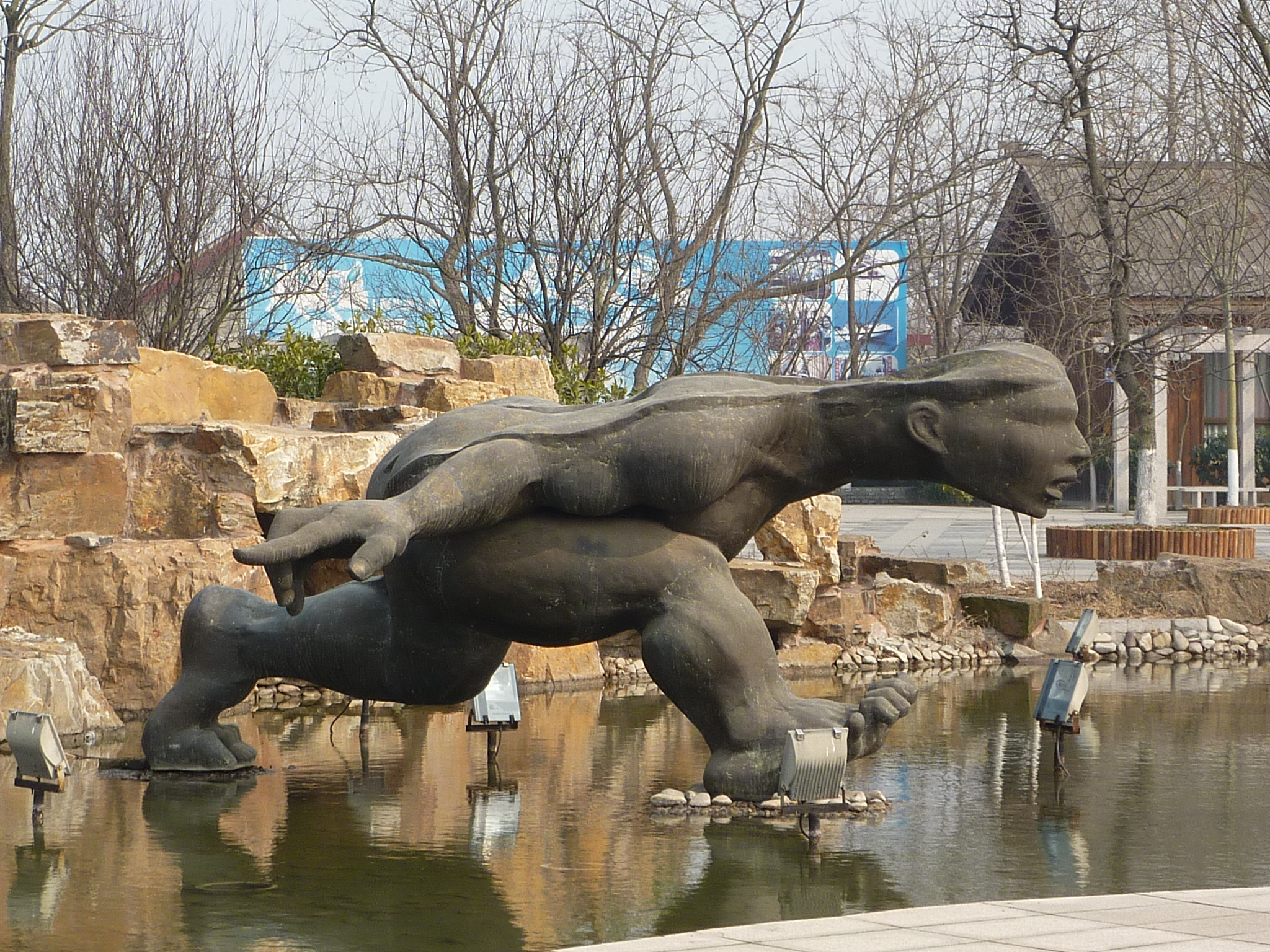
凤凰岛公园

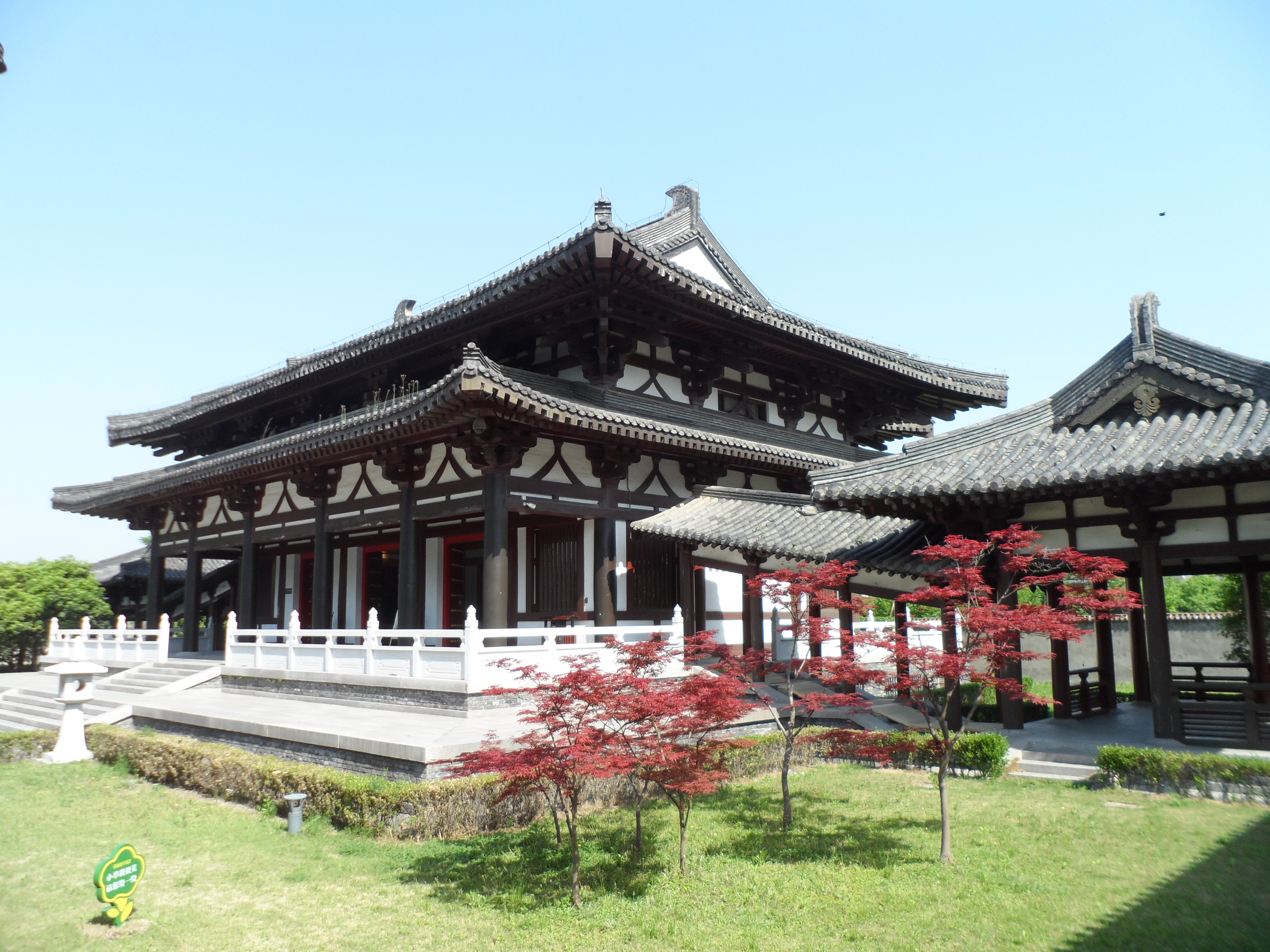
崔致远纪念馆

1998年，扬州被评为首批中国优秀旅游城市。2020年4月聯合國教科文組織授予扬州世界美食之都稱號，主要景点有:
- 瘦西湖
- 个园、何园
- 扬州大明寺
- 汪氏小苑（扬州盐商建筑陈列馆，含中国剪纸博物馆）
- 吴道台宅第（含扬州中医博物馆）
- 唐城遗址
- 观音禅寺（隋迷楼遗址）
- 汉陵苑（汉广陵王墓）
- 朱自清故居
- 普哈丁园
- 琼花观（扬州美术馆）
- 武当行宫
- 朱诗草林（罗聘故居）
- 文峰寺
- 扬州中国雕版印刷博物馆—扬州博物馆（双博馆）
- 隋炀帝墓考古遗址公园（隋炀帝和萧皇后合葬墓）
- 世界动物之窗
- 古运河风光带及水上游
- 史可法纪念馆（含广陵琴派博物馆）
- 扬州城门遗址博物馆、扬州西门遗址博物馆
- 梅花书院（扬州学派纪念馆）
- 扬州民俗博物馆
- 天宁禅寺（扬州中国佛教文化园）
- 旌忠寺
- 高旻寺
- 扬州八怪纪念馆
- 扬州水文化博物馆
- 卢氏盐商宅第
- 盐宗祠（曾国藩祠堂）
- 二分明月楼
- 东关街、东圈门（扬州明清古城）
- 南河下会馆一条街（湖南会馆、安徽会馆、廖可亭故居）
- 竹西公园
- 凤凰岛公园
- 茱萸湾公园
- 荷花池公园、曲江公园
- 蜀冈西峰森林公园、润扬湿地森林公园
- 崔致远纪念馆
- 同松参号旧址
- 扬州中国大运河博物馆

### 国家级风景名胜区
- 蜀岗瘦西湖

## 教育

### 高等教育
- 扬州大学
- 扬州大学广陵学院
- 南京邮电大学通达学院
- 扬州市职业大学
- 扬州环境资源职业技术学院
- 江海职业技术学院
- 扬州工业职业技术学院
- 扬州中瑞酒店职业学院
- 江苏旅游职业学院

### 高中
- 江苏省扬州中学
- 扬州中学教育集团树人学校
- 扬州大学附属中学
- 扬州市新华中学
- 扬州市第一中学
- 江苏省邗江中学
- 扬州市瓜州中学
- 江都区：江苏省江都中学、扬州市江都区丁沟中学、扬州市江都区大桥高级中学、扬州市仙城中学
- 宝应县：江苏省宝应中学、宝应县安宜高级中学、宝应县氾水高级中学
- 高邮市：江苏省高邮中学、高邮市第一中学
- 仪征市：江苏省仪征中学、仪征市精诚中学、仪征市第二中学
- 南京师范大学第二附属高级中学
- 北京新东方扬州外国语学校

### 初中
- 扬州市梅岭中学
- 扬州中学教育集团树人学校
- 邗江实验学校
- 邗江中学（集团）润扬中学
- 扬大附中东部分校
- 扬州市梅苑双语学校
- 扬州市竹西中学
- 扬州市翠岗中学
- 扬州市梅岭中学京华城校区
- 扬州市维扬实验中学
- 扬州市美琪学校
- 扬州市北京新东方学校
- 扬州市世明双语学校
- 扬州市朱自清中学

### 小学
- 育才小学
- 邗江实验小学
- 梅岭小学
- 汶河小学
- 东关小学
- 江都区实验小学
- 嘶马小学
- 沙口小学
- 维扬实验小学
- 育才小学西区校
- 梅岭小学西区校
- 扬州北京新东方学校
- 美琪小学

## 城市荣誉

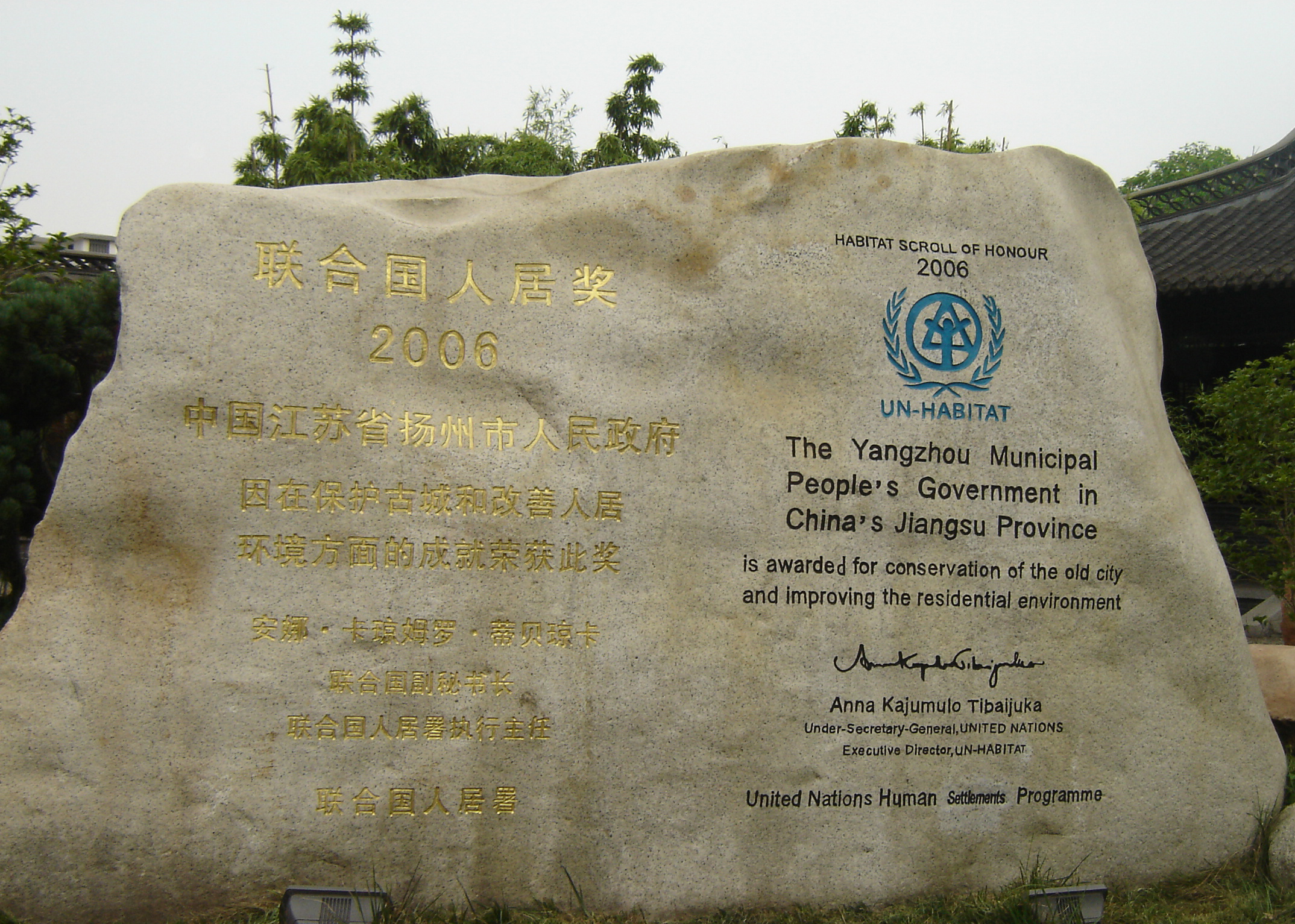
2006年联合国人居奖纪念石刻

- 1982年

首批历史文化名城
- 1998年

首批中国优秀旅游城市
- 2002年

国家卫生城市、
全国文明城市工作先进城市
- 2003年

国家园林城市、
江苏人居环境奖城市、
国家创建文明城市工作先进城市、
国家节水型城市、
国家畅通工程优秀管理城市
- 2004年

中国人居环境奖城市、
国家环境保护模范城市、
中国人居环境奖城市、
国家级生态示范市、
全国双拥模范城市
- 2005年：国家节水型城市
- 2006年：联合国人居奖城市
- 2009年：中国和谐管理城市
- 2011年：中国森林城市

## 友好城市
- 大绿三角地区（Greater Green Triangle Region）
- 德国美因河畔奥芬巴赫市（Offenbach am Main）
- 龙仁市（Yongin）
- 美国肯特市（Kent, Washington）
- 美国斯坦福市（Stamford）
- 美国西港市（Westport, Connecticut）
- 緬甸仰光市（Yangon）
- 日本厚木市（Atsugi）
- 日本唐津市（Karatsu）
- 義大利里米尼市（Rimini）
- 保加利亚拉茲格勒市（Razgrad）
- 俄羅斯奧列霍沃-祖耶沃
- 俄羅斯巴拉希哈市
- 大邱市（Taegu）
- 济州市（Chju-do）
- 丽水市（Yosu）
- 加拿大旺市（Vaughan）
- 加拿大列治文市（Richmond）
- 马来西亚马六甲州（Melaka）
- 埃及杜姆亚特市
- 美国檀香山市（Honolulu）
- 比利时布雷市（Bree）
- 荷蘭布雷达市（Breda）
- 日本奈良市（Nara）
- 法國奥尔良市（Orléans）[35]